# Moigny-sur-École
Moigny-sur-École – miejscowość i gmina we Francji, w regionie Île-de-France, w departamencie Essonne.
Według danych na rok 1990 gminę zamieszkiwało 1011 osób, a gęstość zaludnienia wynosiła 83 osób/km² (wśród 1287 gmin regionu Île-de-France Moigny-sur-École plasuje się na 630. miejscu pod względem liczby ludności, natomiast pod względem powierzchni na miejscu 273.).